# Samuel Gustaf Hermelin

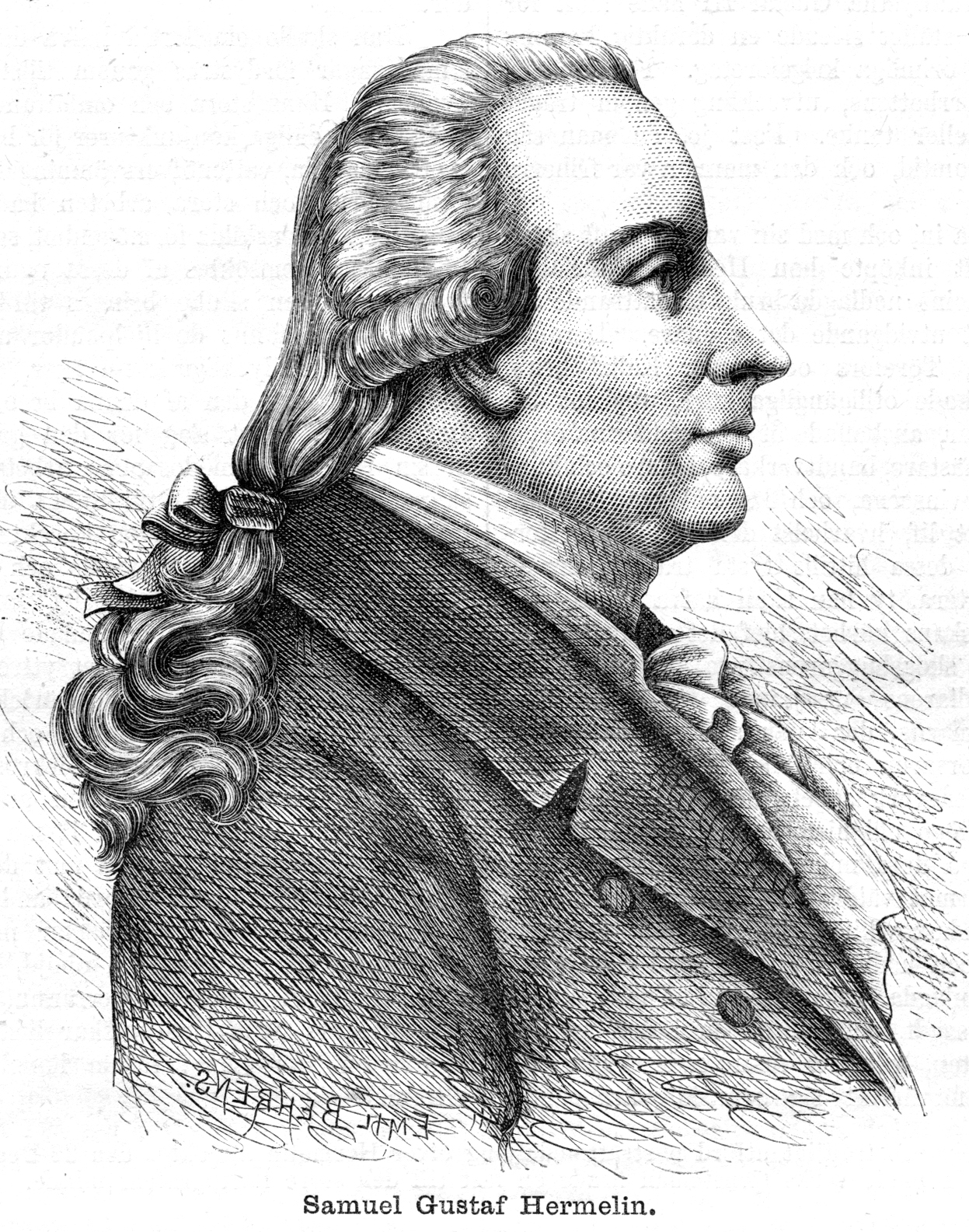
Samuel Gustaf Hermelin

Samuel Gustaf Hermelin (* 4. April 1744 in Stockholm; † 4. März 1820 ebenda) war ein schwedischer Bergbauexperte, Unternehmer und Kartograph, bekannt für topographische Karten von Schweden und frühe geologische Karten von Schweden, etwa gleichzeitig mit Wilhelm von Hisinger.

## Leben
Hermelin war der Sohn des Reichsrats und Freiherrn Carl Hermelin (1707–1789) und Enkel von Olof Hermelin. Er studierte Bergbau in Uppsala mit dem Bergexamen 1761 und war danach Auskultant am Bergkollegium. Er befasste sich mit Mineralogie, Chemie und Metallurgie und besuchte 1768 Norwegen, um dort die Geologie, Metallverarbeitung und den Bergbau zu studieren. 1782 bis 1784 war er auf Studienreise in den USA, wobei er auch im Auftrag des Königs diplomatische Vollmachten erhielt, um Handelsinteressen zu vertreten, was wegen der guten Beziehungen von Schweden zu England mit Diskretion erfolgen musste. Er fand gute Aufnahme in wissenschaftlich interessierten Kreisen, zum Beispiel bei Benjamin Franklin und wurde 1784 auswärtiges Mitglied der American Academy of Arts and Sciences. Auf der Reise besuchte er auch England, die Niederlande, Frankreich und Deutschland. 1774 wurde er Assessor im Bergskollegium und 1781 Bergrat. 1796 bis 1818 veröffentlichte er eine Reihe geografischer Karten von Schweden und organisierte deren Aufnahme. Einer seiner Mitarbeiter war Carl Peter Hällström. Sein primäres Ziel war es durch geographische und statistische Angaben über Bodenschätze in Schweden deren Ausbeutung zu verbessern. Er veröffentlichte deshalb auch Karten mit mineralogischen und geologischen Informationen. In das Projekt investierte er auch viel eigenes Geld. 1815 ging er als Staatsbeamter in den Ruhestand.

Karte von Schweden von Hermelin, 1797

Hermelin hatte den Titel eines Barons (entsprechend einem Freiherrn im Deutschen). 1771 wurde er Mitglied der Königlich Schwedischen Akademie der Wissenschaften.

## Schriften
- Geographiske chartor öfver Sverige. 33 Blätter, 1796 bis 1818
- Karta öfver Götarike eller söra delen af Swerige. Stsckholm 1807
- Minerographie von Lappland und Westbothnien, nebst einem Auszuge aus Wahlenberg's Topographie von Kemi-Lappmark. Aus dem Schwedischen mit einigen Anmerkungen von J. G. L. Blumhof. Freiberg: Craz und Gerlach 1813 (schwedisches Original: Försök till mineral historia över Lappmasken och Vesterbotten. Stockholm 1804)